# Сай Твомблі
Сай Твомблі (справжнє ім'я Едвін Паркер Твомблі-молодший, англ. Cy Twombly; 25 квітня 1928, Лексінгтон, Вірджинія, США — 5 липня 2011, Рим) — американський художник, абстракціоніст і імпресіоніст, один з найзначиміших митців повоєнного покоління.

## Біографія
Сай Твомблі народився 25 квітня 1928 в Лексингтоні, Вірджинія. Навчався в Школі Музею витончених мистецтв, Бостон (1947—1949); Washington and Lee University, Лексінгтон; Art Students League, Нью-Йорк (1950—1951, тут він зустрів Роберта Раушенберга). З подачі Раушенберга в 1951—1952 Твомблі відвідував Black Mountain College, коло Ешвілла, Північна Кароліна, де навчався у Франца Кляйна, Роберта Мазервелла, Бена Шана.
Перша персональна виставка Твомблі відбулася в 1951 в Kootz Gallery, Нью-Йорк. Тоді в його роботах відчувався вплив чорно-білих експресіоністських робіт Кляйна, а також дитячої образності Пауля Клее. У 1952 Твомблі отримав грант від Virginia Museum of Fine Arts, який дозволив йому відвідати Північну Африку, Іспанію, Італію і Францію. Після повернення, в 1953, він служив в армії криптографом. З 1955 по 1959 Твомблі працював у Нью-Йорку і Італії, де й осів.
Прожив більшу частину життя в невеликому прибережному місті Гаета в провінції Латина. Він нечасто з'являвся на публіці і рідко пояснював значення своїх робіт, проте творчість Твомблі отримала визнання численних критиків і любителів мистецтва. Полотна Сая Твомблі неодноразово були серед топ-лотів на торгах аукціонних будинків Christie's і Sotheby's. Розпис стелі одного із залів Лувру, виконаний Твомблі, став третім в історії твором сучасного мистецтва, представленому в паризькому музеї.
Під час цього періоду він почав створювати абстрактні скульптури, які, варіюючись за матеріалами і розміром, завжди були покриті білою фарбою. В Італії Твоблі почав працювати у великому форматі і дистанціювався від формальних експресіоністських каракуль, перейшовши до більш буквальному використанню тексту і чисел, черпаючи натхнення в поезії, міфології та історії. Згодом створив словник різних знаків, іноді з сексуальним підтекстом, які читаються швидше на метафоричному рівні, ніж згідно з будь-якими формами традиційної іконографії.
У 1964 Твомблі був запрошений виставити свої роботи на Венеційському бієнале. У 1968 Milwaukee Art Center влаштував першу ретроспективу його найкращих робіт. У 1995 в Х'юстоні відкрилася Галерея Сая Твомблі, в якій виставлені роботи художника, створені з 1954.
Помер 2011 року від раку у лікарні в Римі.

## Особисте життя
У першій половині 1950-х років мав роман з художником Робертом Раушенбергом, з яким вони багато подорожували.
Твомблі одружився у 1959 та мав у шлюбі дитину, проте більшу частину свого дорослого життя провів у гомосексуальних стосунках зі своїм партнером Нікола Дель Росіо. Він так і не зробив публічного камінг-ауту.

## Творчість
Своєрідність манери Твомблі полягає в хаотичному нанесенні на полотно написів, ліній і подряпин. Живопис Сая Твомблі початку 1960-х складається з білих полотен, на яких він писав пастеллю, олівцем і фарбою. Як Джаспер Джонс і Роберт Раушенберг, Твомблі використовував вільну манеру абстрактного експресіонізму, але без героїчних претензій і універсальних цілей. Твомблі (як і його колеги) використовував іконографію повсякденного життя (як наприклад, числа і літери), включав знайдені об'єкти в роботи, використовував такі банальні прийоми як трафарет. Деякі з головних елементів зрілих робіт включають написи в дусі графіті, увага до властивостей матеріалу. Роботи Твомблі наповнені посиланнями на середземноморське оточення і неокласичні традиції, він часто посилається на міфологічні теми і живопис старих майстрів, за допомогою назв робіт і слів або фраз на поверхні полотна.

## Персональні виставки
- 2009 Galleria Nazionale d'Arte Moderna, Рим
- 2009 The Rose, Gagosian Gallery, Лондон
- 2008 Museo Guggenheim de Arte Moderno y Contemporáneo, Більбао
- 2008 Photographs 1951—2007, Huis Marseille stichting voor fotografie, Амстердам
- 2008 Lepanto. Cy Twombly, Museo Nacional del Prado, Мадрид
- 2008 Сай Твомбли: циклы и сезоны, Tate Modern, Лондон
- 2007 Three notes from Salalah, Gagosian Gallery, Рим
- 2007 Gagosian Gallery, Нью-Йорк
- 2007 Schirmer/Mosel Showroom, Мюнхен
- 2007 Thomas Ammann Fine Art AG, Цюрих
- 2007 Blooming — Collection Lambert, Авіньйон
- 2006 Скульптуры, Alte Pinakothek, Мюнхен
- 2005 Gagosian Gallery, Нью-Йорк
- 2005 Lepanto, Museum of Fine Arts Houston, Х'юстон
- 2005 Fifty Years of Works on Paper, Whitney Museum of American Art, Нью-Йорк
- 2004 Thomas Ammann Fine Art AG, Цюрих
- 2004 Ten Paintings and a Sculpture, Gagosian Gallery, Лондон
- 2004 Сай Твомбли: Fifty Years of Works on Paper, Serpentine Gallery, Лондон
- 2004 Центр Помпиду, Париж
- 2003 Сай Твомбли в Ермитажі, Ермитаж, Санкт-Петербург
- 2003 A Gathering of Time, Gagosian Gallery, Нью-Йорк
- 2002 Сай Твомбли: letter of resignation, Zwirner & Wirth, Нью-Йорк
- 2002 Schirmer/Mosel Showroom, Мюнхен
- 2002 Lepanto, Alte Pinakothek, Мюнхен
- 2002 Audible Silence, Cy Twombly at Daros, Daros Exhibitions, Цюрих
- 2002 Gagosian Gallery, Нью-Йорк
- 2001 Thomas Ammann Fine Art AG, Цюрих
- 2001 The National Gallery of Art, Вашингтон
- 2000 Coronation of Sesostris, Gagosian Gallery, Нью-Йорк
- 2000 Die Skulptur, 66 Werke, Kunstmuseum Basel, Базель
- 1998 Eight Drawings Plus One Large Painting, Baldwin Gallery, Аспен
- 1998 Galerie Karsten Greve, Кельн
- 1997 Ten Sculptures, Gagosian Gallery, Нью-Йорк
- 1997 Cheim & Read, Нью-Йорк
- 1997 Xavier Hufkens, Брюссель
- 1996 Gagosian Gallery, Beverly Hills, Беверлі-Хіллз, Каліфорнія
- 1996 Kukje Gallery, Сеул
- 1995 Ретроспектива, Neue Nationalgalerie, Берлін
- 1995 Galerie Max Hetzler, Берлін
- 1994 L&M Arts, Нью-Йорк
- 1994 Ретроспектива. Museum of Modern Art, Нью-Йорк
- 1994 Gagosian Gallery, Лондон
- 1994 Thomas Ammann Fine Art AG, Цюрих
- 1993 Matthew Marks Gallery, Нью-Йорк
- 1990 Thomas Ammann Fine Art AG, Цюрих
- 1989 Gagosian Gallery, Нью-Йорк
- 1987 Kunsthalle Düsseldorf, Дюссельдорф
- 1987 Whitechapel Art Gallery, Лондон
- 1981 Works on Paper 1954—1976, Orange County Museum of Art, Ньюпорт Біч

## Публічні колекції
- Musée d´Art Moderne Bruxelles, Брюссель
- Collection Lambert, Авіньйон, Франція
- Центр Жоржа Помпіду, Париж
- Hamburger Bahnhof, Museum für Gegenwart, Берлін
- Museum Ludwig, Кельн
- Städtische Galerie Erlangen, Ерланген, Німеччина
- Museum Kurhaus Kleve, Клеве, Німеччина
- Museum Brandhorst, Мюнхен, Німеччина
- Pinakothek der Moderne, Мюнхен, Німеччина
- Museum der Stadt Ratingen, Ратінген, Німеччина
- Museum für Gegenwartskunst Siegen, Зіген, Німеччина
- Tehran Museum of Contemporary Art, Тегеран
- Terrae Motus, Казерта, Італія
- Museo D'Arte Contemporanea Donna Regina, Неаполь
- Collezione Maramotti, Реджо-нель-Емілія, Італія
- Galleria Civica d´Arte Moderna e Contemporanea[недоступне посилання з квітня 2019], Турин
- Punta della Dogana, Francois Pinault Foundation, Венеція
- Kawamura Memorial Museum of Art, Тіба, Японія
- Iwaki City Art Museum, Івакі, Японія
- Kawasaki City Museum, Кавасакі, Японія
- Leeum, Samsung Museum of Art, Сеул, Корея
- Kunstmuseum Liechtenstein, Вадуц, Ліхтенштейн
- Musée d'Art Moderne Grand-Duc Jean, Люксембург
- Berardo Museum — Collection of Modern and Contemporary Art, Лісабон, Португалія
- Museu d´Art Contemporani de Barcelona, Барселона, Іспанія
- Museo Guggenheim de Arte Moderno y Contemporáneo, Більбао, Іспанія
- Museo Nacional Centro de Arte Reina Sofía, Мадрид, Іспанія
- Kunstmuseum Basel[недоступне посилання з липня 2019], Базель, Швейцарія
- Museum für Gegenwartskunst, Emanuel Hoffmann-Stiftung, Базель, Швейцарія
- Schaulager, Münchenstein / Базель, Швейцарія
- Daros Exhibitions, Цюрих, Швейцарія
- Kunsthaus Zürich, Цюрих, Швейцарія
- Tate Britain, Лондон, Велика Британія
- Courtauld Institute of Art, Лондон, Велика Британія
- Тейт Модерн, Лондон, Велика Британія
- Dia: Beacon, Beacon, Нью-Йорк
- Des Moines Art Center, Де-Мойн, США
- Форт-Вортський музей сучасного мистецтва, Форт-Ворт, Техас
- The Menil Collection, Х'юстон, США
- Museum of Fine Arts[недоступне посилання з квітня 2019], Х'юстон
- Kemper Museum of Contemporary Art, Канзас, США
- Fisher Landau Center For Art, Лонг-Айленд
- Los Angeles County Museum of Art, Лос-Анджелес, США
- MOCA Grand Avenue, Лос-Анджелес, США
- Milwaukee Art Museum, Милуоки, США
- Yale University Art Gallery, Нью-Гейвен, Коннектикут
- Dia Art Foundation: Chelsea, Нью-Йорк, США
- Solomon R. Guggenheim Museum, Нью-Йорк, США
- Museum of Modern Art, Нью-Йорк, США
- The RISD Museum, University of Rhode Island, Провіденс, США
- Utah Museum of Fine Arts, Солт-Лейк-Сіті, США
- The McNay Art Museum, Сан-Антонио, Техас
- Hirshhorn Museum and Sculpture Garden[недоступне посилання з квітня 2019], Вашингтон
- National Gallery of Art, Вашингтон
- Philadelphia Museum of Art, Філадельфія

## Визнання
- Praemium Imperiale (1996).
- Кавалер ордена Почесного легіону (2010).